# Ruscus colchicus
Ruscus colchicus là một loài thực vật có hoa trong họ Măng tây. Loài này được Yeo miêu tả khoa học đầu tiên năm 1966.